# Фрайзинг
Фрайзинг (на немски: Freising) е град в Бавария, Германия, на север от Мюнхен, с население 48 318 жители (по приблизителна оценка от декември 2017 г.). Там се намират катедрала в романски стил (1160 г.), бивш бенедиктински манастир, факултети на Техническия университет Мюнхен, Висш технически институт.
Замъкът Фригизинга (Frigisinga) е споменат за пръв път в 744 г. като резиденция на баварските херцози. Седалище на епископ, основано от Бонифаций през 739 г., но от средата на XIII век като такова се налага Мюнхен.

## Личности
- Рюдигер Далке (р. 1951), психотерапевт, лечител и езотерик.